# Jan van Beveren
Jan van Beveren (* 5. März 1948 in Amsterdam; † 26. Juni 2011 in Beaumont, Texas, Vereinigte Staaten) war ein niederländischer Fußballtorhüter. Er war Torwart der niederländischen Nationalmannschaft. Dreimal wurde er niederländischer Fußballmeister, zweimal Pokalsieger und einmal UEFA-Pokalsieger.

## Vereinskarriere

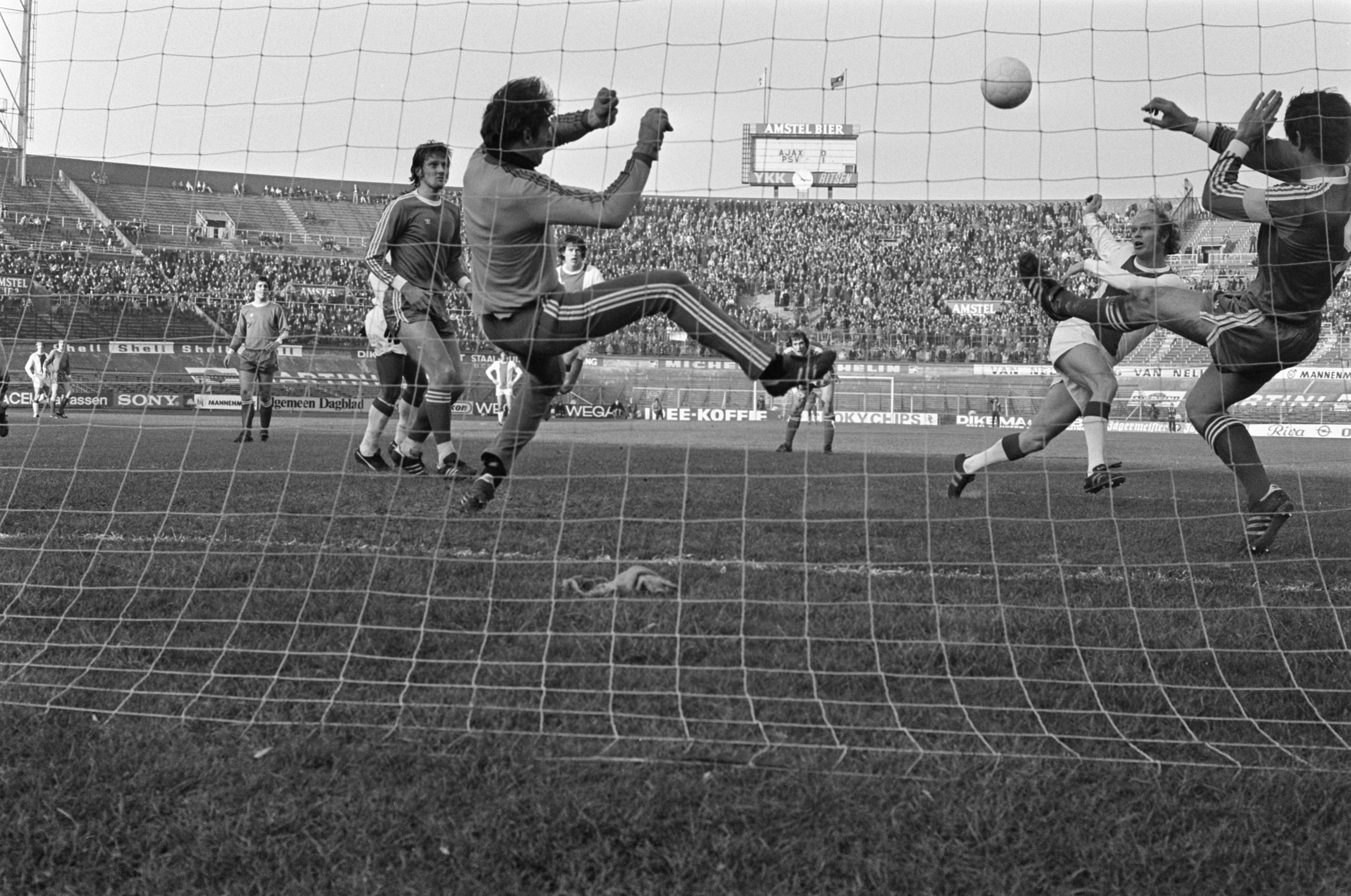
Van Beveren (1977)

Van Beveren wuchs als Sohn des Leichtathleten Wil van Beveren in Amsterdam-Zuid auf. Als er zehn Jahre alt war, zog die Familie nach Emmen um, wo er in der Jugend des FC Emmen mit dem Fußballspiel begann. Schon mit 15 Jahren wurde er in der ersten Mannschaft des Clubs eingesetzt. 1965 wechselte er zum Ehrendivisionär Sparta Rotterdam, mit dem er gleich in der ersten Saison den KNVB-Pokal errang und in der folgenden Spielzeit im Europapokal antrat. In seine Zeit bei Sparta fiel auch sein Debüt in der Nationalmannschaft. Bis 1970 blieb er in Rotterdam, dann ging er zu PSV Eindhoven, für den er in 291 Spielen zwischen den Pfosten stand. In seinen zehn Jahren in Eindhoven wurde er 1975 und 1978 Meister, 1976 gewann er das Double und 1978 außerdem den UEFA-Pokal. 1980 wanderte er in die USA aus und spielte einige Jahre in der North American Soccer League bei den Fort Lauderdale Strikers, bis der Verein nach Minnesota verlegt wurde. Mit einer Spielzeit bei den Dallas Sidekicks ließ er seine Karriere 1985 ausklingen. Er blieb in den Vereinigten Staaten, wo er sich mit einem Briefmarkenhandel selbständig machte und nebenher als Torwarttrainer für verschiedene Vereine tätig war.

## Nationalmannschaft
Als 19-Jähriger gab Van Beveren am 29. November 1967 seinen Einstand in der Nederlands elftal. Bondscoach Georg Keßler ließ ihn in De Kuip beim 3:1-Sieg gegen die Sowjetunion die volle Spielzeit im Tor. In den folgenden Jahren kam er zu regelmäßigen Einsätzen in der Nationalelf; auch in der Qualifikation zur Europameisterschaft 1972 kam er regelmäßig zum Einsatz, unter anderem gegen die DDR-Auswahl, die das Hinspiel in Dresden dank eines Tores von Peter Ducke mit 1:0 gewann und im Rückspiel in Rotterdam nur knapp mit 2:3 – Eberhard Vogel überwand van Beveren zweimal – unterlag. Er stand in allen sechs EM-Qualifikationsspielen – als Feldspieler war nur noch Wim Jansen ebenfalls in allen sechs Qualifikationsspielen im Einsatz – im Tor der damals von František Fadrhonc trainierten elftal. Trotz der Erfolge mit PSV kam er nach 1973 nur noch dreimal zum Einsatz und gehörte auch bei den Weltmeisterschaften in Deutschland und Argentinien nicht zum Kader der Niederlande. Eine der Ursachen war ein Dauerstreit zwischen ihm und Willy van der Kuijlen einerseits und Johan Cruyff und Johan Neeskens auf der anderen Seite, die statt des Führungsspielers van Beveren den älteren Jan Jongbloed in der Mannschaft bevorzugten. Außerdem hatte der Mann, der allgemein als bester niederländischer Keeper betrachtet wurde, vor der WM 1974 mit leichten Blessuren zu kämpfen. Sein letzter Einsatz in oranje war am 31. August 1977 ein 4:1-Sieg gegen Island, zu dem ihm der eigens für die WM in Argentinien engagierte Nationaltrainer Ernst Happel zwei Jahre nach seinem vorletzten Spiel noch einmal eine Chance gab.

## Erfolge
- UEFA-Pokalsieger 1978 (PSV Eindhoven)
- Niederländischer Meister 1975, 1976, 1978 (PSV Eindhoven)
- Niederländischer Pokalsieger 1966 (Sparta Rotterdam), 1976 (PSV Eindhoven)